# بادن بی وین
بادن بی وین (به آلمانی: Baden bei Wien) شهری است در ایالت نیدراسترایش ِ کشور اتریش که مرکز شهرستان بادن نیز هست. این شهر که در ۲۶ کیلومتری جنوب وین قرار دارد، معمولاً Baden bei Wien نامیده می‌شود به معنی «نزدیک به وین». این نام هرچند رسمی نیست، اما به دلیل تمیز این شهر از شهرهای با نام مشابه نظیر بادن-بادن و بادن سوئیس پرکاربرد است.